# Johan Jansson
Karl Johan Erik Jansson, noto anche come John Jansson, (Stoccolma, 18 luglio 1892 – Bromma, 10 ottobre 1943), è stato un tuffatore svedese.

## Palmarès
- Giochi olimpici
- Stoccolma 1912: bronzo nella piattaforma alta
- Anversa 1920: bronzo nella piattaforma alta
- Parigi 1924: argento nella piattaforma alta